# Jason Batty
Jason Batty est un footballeur international néo-zélandais, né le 23 mars 1971 à Auckland. Il évolue au poste de gardien de but du début des années 1990 au milieu des années 2000. Il est actuellement l'entraîneur des gardiens aux San José Earthquakes en MLS.

## Biographie

### Carrière internationale
Jason Batty est convoqué pour la première fois en sélection par le sélectionneur national Bobby Clark le 21 février 1995 lors d'un match amical face à Singapour (victoire 3-0). Il reçoit sa dernière sélection est le 27 mai 2003 contre l'Écosse pour un match nul 1-1.
Il dispute quatre coupes d'Océanie : en 1996, 1998, 2000 et 2002. Il participe également à deux Coupe des confédérations : en 1999 et 2003. Il joue trois matchs lors de l'édition 1999 : contre les États-Unis, l'Allemagne et enfin le Brésil. Il ne joue pas de matchs lors de l'édition 2003.
Il joue enfin 9 matchs comptant pour les éliminatoires des coupes du monde 1998 et 2002.
Il est le gardien le plus capé de la sélection néo-zélandaise. Il compte 47 sélections en équipe de Nouvelle-Zélande entre 1995 et 2003.

## Palmarès

### En sélection nationale
- Vainqueur de la Coupe d'Océanie en 1998 et 2002
- Finaliste de la Coupe d'Océanie en 2000

### Récompenses
- Élu meilleur footballeur néo-zélandais en 1997